# Апроксимація Паде
Апроксимація Паде — класичний метод раціональної апроксимації аналітичних функцій, названий на честь  французького математика Анрі Паде. Метод полягає у зображенні функції у вигляді відношення двох поліномів, причому коефіцієнти цих поліномів визначені коефіцієнтами розкладу функції в ряд Тейлора: якщо є розкладання
{\displaystyle f(z)=c_{n}+c_{1}z+c_{2}z^{2}+\ldots }
то за допомогою апроксимації Паде можна оптимальним способом вибрати коефіцієнти {\displaystyle a_{i}} і {\displaystyle b_{i}} і отримати апроксимант
{\displaystyle {\frac {a_{0}+a_{1}z+\ldots +a_{L}z^{L}}{b_{0}+b_{1}z+\ldots +b_{M}z^{M}}}.}
Використання цієї простої ідеї та її узагальнень призвело до багатьох результатів і перетворилося на фундаментальний метод дослідження.

## Історія
Авторство Паде ґрунтується на його  дисертації 1892  (копія дисертації зберігається в бібліотеці  Корнельського університету). У цій роботі він вивчав подібні апроксимації і розташував їх в  таблицю, приділивши при цьому велику увагу  експоненціальній функції.

## Апроксимант Паде
Нехай є розкладання функції {\displaystyle f(z)} у степеневий ряд Тейлора:
{\displaystyle f(z)=\sum _{i=0}^{\infty }{c_{i}z^{i}}}, де {\displaystyle c_{i}} — коефіцієнти ряду.
Апроксимантом Паде є  раціональною функцією вигляду
{\displaystyle [L/M]={\frac {a_{0}+a_{1}z+\ldots +a_{L}z^{L}}{b_{0}+b_{1}z+\ldots +b_{M}z^{M}}},}
розкладання якої в ряд Маклорена (ряд Тейлора з центром в нулі) збігається з розкладанням функції {\displaystyle f(z)} допоки це можливо. Функція такого виду має {\displaystyle L+1} коефіцієнтів в чисельнику і {\displaystyle M+1} — в знаменнику. Весь набір коефіцієнтів визначено з точністю до спільного множника, для визначенності нехай {\displaystyle b_{0}=1}. Тоді маємо {\displaystyle L+M+1} незалежних невідомих коефіцієнтів. Логічно припустити, що коефіцієнти розкладання в ряд Маклорена апроксиманта Паде і даної функції збігаються для {\displaystyle 1,z,z^{2},\ldots ,z^{L+M}}, тобто для формального ряду виконується
{\displaystyle \sum _{i=0}^{\infty }{c_{i}z^{i}}={\frac {a_{0}+a_{1}z+\ldots +a_{L}z^{L}}{b_{0}+b_{1}z+\ldots +b_{M}z^{M}}}+O(z^{L+M+1}).}

## Узагальнення
- Багатоточкові апроксимації Паде[2][3]
- Апроксимації Бейкера-Гаммеля[3]
- Апроксимація функції декількох змінних[3]
- Матричні апроксимації Паде[4]
- Апроксимація Паде-Чебишева[3]
- Апроксимація Паде-Фур'є[3]